# Norikatsu Saikawa
Norikatsu Saikawa (japonés:齋川哲克; Prefectura de Tochigi, 11 de marzo de 1986) es un luchador japonés de lucha grecorromana. Participó en los Juegos Olímpicos de Londres 2012 en la categoría de 96 kg, consiguiendo un 17.º puesto. Compitió en tres campeonatos mundiales. Se clasificó en la quinta posición en 2013. Ganó la medalla de bronce en los Juegos Asiáticos de 2014. Consiguió dos medallas en Campeonato Asiático.